# Koniuchów (stacja kolejowa)
Koniuchów (ukr. Конюхів, ros. Конюхов) – stacja kolejowa w miejscowości Koniuchów, w rejonie stryjskim, w obwodzie lwowskim, na Ukrainie.
Przed II wojną światową istniał w tym miejscu przystanek kolejowy o tej samej nazwie.